# Mineiro (ur. 1982)
Luiz Eduardo Tavares, ps. „Mineiro”, (ur. 20 kwietnia 1982 w Viçosa) – brazylijski piłkarz, występujący na pozycji bocznego obrońcy.
Był jednym z wielu Brazylijczyków, którzy przybyli do Pogoni, dzięki synowi właściciela klubu Dawidowi Ptakowi. W Brazylii Tavares grał w pierwszoligowych klubach EC Juventude oraz Fluminense FC.
Na początku sezonu 2005/2006 przybył do Polski. Debiut w drużynie Pogoni Szczecin zaliczył 7 sierpnia 2005 w meczu przeciwko Koronie Kielce. Barwy „Portowców” reprezentował do końca rundy jesiennej sezonu 2006/2007, występując w 34 meczach.
Po odejściu z Pogoni w styczniu 2007 znalazł zatrudnienie w brazylijskim klubie Brasil Pelotas, w którym dołączył do innego ex-gracza Pogoni Claudio Milara.